# Thise
Thise é uma comuna francesa na região administrativa de Borgonha-Franco-Condado, no departamento de Doubs. Estende-se por uma área de 8,93 km². Em 2010 a comuna tinha 3 070 habitantes (densidade: 343,8 hab./km²).